# آیچاتو عثمان ایساکا
آیچاتو عثمان ایساکا (انگلیسی: Aichatou Ousmane Issaka) افسر (ارتش) اهل نیجر است.
وی همچنین برندهٔ جوایزی همچون جایزه بین‌المللی زنان شجاع شده‌است.